# قوانين الحياد في ثلاثينيات القرن العشرين
كانت قوانين الحياد عبارة عن سلسلة من القوانين التي أقرها الكونجرس الأمريكي في أعوام 1935 و1936 و1937 و1939 ردًا على التهديدات والحروب المتزايدة التي أدت إلى الحرب العالمية الثانية. وقد حفز هذا النهج نمو الانعزالية وعدم التدخل في الولايات المتحدة بعد انضمامها إلى الحرب العالمية الأولى، وسعى إلى ضمان عدم تورط الولايات المتحدة مرة أخرى في صراعات أجنبية.
يُنظر على نطاق واسع إلى إرث قوانين الحياد على أنه كان سلبيًا بشكل عام، حيث لم تميز بين المعتدي والضحية، وعاملت كليهما على قدم المساواة كمحاربين، وقيدت قدرة حكومة الولايات المتحدة على مساعدة بريطانيا وفرنسا ضد ألمانيا النازية. وقد تم إلغاء هذه القوانين إلى حد كبير في عام 1941، في مواجهة قانون الإعارة والتأجير.

## خلفية
وقد دعمت جلسات الاستماع التي عقدتها لجنة ني بين عامي 1934 و1936، والعديد من الكتب الأكثر مبيعا في ذلك الوقت، مثل كتاب تجار الموت (1934) لإتش سي إنجلبريشت، قناعة العديد من الأميركيين بأن دخول الولايات المتحدة في الحرب العالمية الأولى كان من تدبير المصرفيين وصناعة الأسلحة لأسباب تتعلق بالربح. مما عزز موقف الانعزاليين وغير التدخليين في البلاد. 
كانت القوى الضاغطة في الكونجرس الأمريكي من أجل عدم التدخل وقوانين الحياد هي أعضاء مجلس الشيوخ الجمهوريين ويليام إدغار بوراه، وآرثر إتش فاندنبرغ، وجيرالد ب. ناي، وروبرت م. لافوليت الابن،  ولكن دعم الكونجرس لعدم التدخل لم يقتصر على الحزب الجمهوري. تم تقديم تعديل لودلو، الذي يتطلب إجراء استفتاء عام قبل أي إعلان للحرب باستثناء حالات الدفاع ضد الهجوم المباشر، عدة مرات دون جدوى بين عامي 1935 و1940 من قبل الممثل الديمقراطي لويس لودلو. 
الرئيس الديمقراطي فرانكلين روزفلت وخاصة وزير الخارجية كورديل هال انتقدوا قوانين الحياد خوفًا من أنها قد تحد من خيارات الإدارة في دعم الدول الصديقة. على الرغم من أن مجلس النواب ومجلس الشيوخ كانا يتمتعان بأغلبية ديمقراطية كبيرة طوال هذه السنوات، كان هناك دعم كافٍ لقوانين الحياد بين الديمقراطيين (وخاصة الجنوبيين) لضمان إقرارها. على الرغم من أن الدعم الكونجرسي لم يكن كافياً لتجاوز الفيتو الرئاسي، إلا أن روزفلت شعر بأنه لا يستطيع أن يتجاهل الجنوب ويثير غضب الرأي العام، خاصة وأنه كان يواجه إعادة انتخابه في عام 1936 وكان في حاجة إلى تعاون الكونجرس بشأن القضايا الداخلية. وعلى الرغم من تردده الشديد، وقع روزفلت على قوانين الحياد لتصبح قانونًا. 

## قانون الحياد لعام 1935
كانت وزارة الخارجية في عهد روزفلت تمارس الضغوط من أجل إصدار أحكام حظر تسمح للرئيس بفرض العقوبات بشكل انتقائي. تم رفض هذا من قبل الكونجرس. فرض قانون عام 1935، الذي أقره الكونجرس في 31 أغسطس 1935،   حظرًا عامًا على تجارة الأسلحة والمواد الحربية مع جميع الأطراف المشاركة في الحرب.  وأعلنت أيضًا أن المواطنين الأمريكيين الذين يسافرون على السفن الحربية يسافرون على مسؤوليتهم الخاصة. وكان من المقرر أن ينتهي العمل بهذا القانون بعد ستة أشهر. عندما أقر الكونجرس قانون الحياد لعام 1935، أنشأت وزارة الخارجية مكتباً لتطبيق أحكام القانون. كان مكتب مراقبة الأسلحة والذخائر، والذي تمت إعادة تسميته بقسم الضوابط في عام 1939 عندما تم توسعة المكتب، يتألف في البداية من جوزيف سي جرين وتشارلز يوست.
وفرض روزفلت هذا القانون بعد غزو إيطاليا لإثيوبيا في أكتوبر/تشرين الأول 1935، فمنع بذلك جميع شحنات الأسلحة والذخيرة إلى إيطاليا وإثيوبيا. كما أعلن "حظرًا أخلاقيًا" ضد المتحاربين، يشمل التجارة التي لا تندرج تحت قانون الحياد. 

## قانون الحياد لعام 1936
وقد أدى قانون الحياد لعام 1936،  الذي صدر في فبراير/شباط من ذلك العام، إلى تجديد أحكام قانون عام 1935 لمدة 14 شهرًا أخرى. كما حظر جميع القروض أو الائتمانات للمحاربين.
ومع ذلك، فإن هذا القانون لم يشمل "الحروب الأهلية"، مثل تلك التي اندلعت في إسبانيا (1936-1939)، كما لم يشمل المواد المستخدمة في الحياة المدنية مثل الشاحنات والنفط. قامت شركات أمريكية مثل تكساكو، وستاندرد أويل، وفورد، وجنرال موتورز، وستوديبيكر ببيع مثل هذه العناصر إلى القوميين في عهد الجنرال فرانكو عن طريق الائتمان. بحلول عام 1939، أصبحت إسبانيا مدينة لهذه الشركات وغيرها بأكثر من 100 مليون دولار.

## قانون الحياد لعام 1937
في يناير 1937، أقر الكونجرس قرارًا مشتركًا يحظر تجارة الأسلحة مع إسبانيا. تم إقرار قانون الحياد لعام 1937  في شهر مايو، وتضمن أحكام القوانين السابقة، هذه المرة بدون تاريخ انتهاء صلاحية، وامتد ليشمل الحروب الأهلية أيضًا.  علاوة على ذلك، مُنعت السفن الأمريكية من نقل أي ركاب أو مواد إلى الدول المتحاربة، ومُنع المواطنون الأمريكيون من السفر على متن سفن الدول المتحاربة.  وفي تنازل لروزفلت، تمت إضافة شرط "الدفع نقداً" الذي ابتكره مستشاره برنارد باروخ: يمكن للرئيس أن يسمح ببيع المواد والإمدادات للأطراف المتحاربة في أوروبا طالما أن المتلقين قاموا بترتيب النقل ودفعوا نقدًا على الفور، بحجة أن هذا لن يجر الولايات المتحدة إلى الصراع. كان روزفلت يعتقد أن نظام النقد والحمل من شأنه أن يساعد فرنسا وبريطانيا في حالة الحرب مع ألمانيا، حيث كانتا الدولتين الوحيدتين اللتين تسيطران على البحار وكانتا قادرتين على الاستفادة من هذا النظام.  كان من المقرر أن ينتهي بند الدفع نقدًا بعد عامين. 
غزت اليابان الصين في يوليو 1937، مما أدى إلى اندلاع الحرب الصينية اليابانية الثانية. اختار الرئيس روزفلت، الذي كان يدعم الجانب الصيني، عدم اللجوء إلى قوانين الحياد لأن الأطراف لم تعلن الحرب رسميًا. ومن خلال القيام بذلك، ضمن أن جهود الصين للدفاع عن نفسها لن تعوقها التشريعات: كانت الصين تعتمد على استيراد الأسلحة، وكانت اليابان وحدها القادرة على الاستفادة من نظام الدفع نقداً. وأثار هذا الأمر غضب الانعزاليين في الكونجرس، الذين زعموا أن روح القانون تتعرض للتقويض. صرح روزفلت أنه سيمنع السفن الأمريكية من نقل الأسلحة إلى الدول المتحاربة، لكنه سمح للسفن البريطانية بنقل الأسلحة الأمريكية إلى الصين.  ألقى روزفلت خطاب الحجر الصحي في أكتوبر 1937، حيث حدد الخطوط العريضة للابتعاد عن الحياد نحو "حجر" جميع المعتدين. ثم فرض "حظرًا أخلاقيًا" على صادرات الطائرات إلى اليابان. 

## قانون الحياد لعام 1939
في أوائل عام 1939، بعد أن غزت ألمانيا النازية تشيكوسلوفاكيا، مارس روزفلت الضغوط على الكونجرس لتجديد بند النقد والنقل. وقد رفض طلبه، وانتهت مدة سريان هذا الشرط، وظل حظر الأسلحة الإلزامي قائما. 

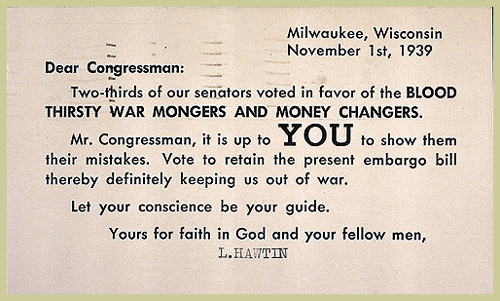
بطاقة بريدية أُرسلت إلى عضو الكونجرس المعارض لقانون الحياد لعام 1939

في سبتمبر 1939، وبعد أن غزت ألمانيا بولندا، أعلنت المملكة المتحدة وفرنسا الحرب على ألمانيا. استشهد روزفلت بأحكام قانون الحياد، لكنه حضر أمام الكونجرس وأعرب عن أسفه لأن قوانين الحياد قد تقدم مساعدة سلبية لدولة معتدية.  كان الكونجرس منقسما. أراد السيناتور الجمهوري جيرالد ناي توسيع الحظر، وتعهد انعزاليون آخرون مثل فاندنبرغ وهيرام جونسون بمحاربة رغبة روزفلت في تخفيف الحظر "من الجحيم إلى الإفطار". ومع ذلك، قال "زعيم جمهوري بارز" أيد مساعدة الدول التي تتعرض للهجوم أن الحظر كان بلا جدوى لأن دولة محايدة مثل إيطاليا يمكنها شراء الأسلحة من الولايات المتحدة وبيعها إلى ألمانيا، بينما تنقل الشركات الأمريكية مصانعها إلى كندا. 
تمكن روزفلت من التغلب على الانعزاليين، وفي الرابع من نوفمبر، وقع على قانون الحياد لعام 1939،   الذي يسمح بتجارة الأسلحة مع الدول المتحاربة (بريطانيا وفرنسا) على أساس الدفع نقدًا، وبالتالي إنهاء حظر الأسلحة فعليًا. وعلاوة على ذلك، تم إلغاء قانوني الحياد لعامي 1935 و1937، وتم منع المواطنين والسفن الأميركية من دخول مناطق الحرب التي حددها الرئيس، وتم تكليف مجلس مراقبة الذخائر الوطني (الذي تم إنشاؤه بموجب قانون الحياد لعام 1935) بإصدار تراخيص لجميع واردات وصادرات الأسلحة. أصبحت تجارة الأسلحة دون ترخيص جريمة فيدرالية. 

## نهاية سياسة الحياد
جاءت نهاية سياسة الحياد في سبتمبر 1940 مع اتفاقية المدمرات مقابل القواعد، وهي اتفاقية لنقل 50 مدمرة تابعة للبحرية الأمريكية إلى البحرية الملكية مقابل حقوق الأراضي على الممتلكات البريطانية. تبع ذلك قانون الإعارة والتأجير في مارس 1941، والذي سمح للولايات المتحدة ببيع أو إقراض أو تقديم المواد الحربية للدول التي أراد روزفلت دعمها: بريطانيا وفرنسا والصين.
بعد حوادث متكررة في المحيط الأطلسي بين الغواصات الألمانية والسفن الأميركية، أعلن روزفلت في 11 سبتمبر/أيلول 1941 أنه أمر البحرية الأميركية بمهاجمة السفن الحربية الألمانية والإيطالية في "المياه التي نعتبرها ضرورية لدفاعنا". أعلن هذا الأمر فعليًا الحرب البحرية على ألمانيا وإيطاليا.  في أعقاب غرق المدمرة الأمريكية روبين جيمس أثناء إلقائها قنابل الأعماق على الغواصات الألمانية في 31 أكتوبر، تم إلغاء العديد من أحكام قوانين الحياد في 17 نوفمبر 1941.  ونتيجة لذلك، سُمح للسفن التجارية بأن تكون مسلحة وبأن تحمل أي شحنات إلى الدول المتحاربة.
في الرابع من ديسمبر عام 1941، نشرت الصحافة الأمريكية خطة "قوس قزح الخمسة"، وهي خطة مسربة توضح استراتيجية الحرب الأمريكية.  أعلنت الولايات المتحدة الحرب رسميًا على اليابان في 8 ديسمبر 1941، في أعقاب الهجوم على بيرل هاربور وإعلان اليابان الحرب في اليوم السابق؛ وأعلنت ألمانيا وإيطاليا الحرب على الولايات المتحدة في 11 ديسمبر 1941، وردت الولايات المتحدة بإعلان الحرب في نفس اليوم. 

## تطبيق لاحق
لا يزال الحكم ضد تجارة الأسلحة غير المرخصة في قانون عام 1939 ساري المفعول. 
في عام 1948، أُدين تشارلز وينترز، وأل شويمر، وهيرمان جرينسبون بموجب قانون عام 1939 بعد تهريب قاذفات بي-17 فلاينج فورتريس من فلوريدا إلى دولة إسرائيل الناشئة أثناء الحرب العربية الإسرائيلية عام 1948. وحُكم على وينترز بالسجن لمدة 18 شهرًا وغرامة قدرها 5000 دولار، بينما تم تغريم شويمر وجرينسبون 10 آلاف دولار لكل منهما. كما تم تجريد شويمر من حقوقه في التصويت ومزايا المحاربين القدامى. 
وقد حصل الثلاثة على عفو رئاسي في العقود اللاحقة. تم العفو عن جرينسبون من قبل جون كينيدي في عام 1961، وتم العفو عن شويمر من قبل بيل كلينتون في عام 2001، وتم العفو عن وينترز من قبل جورج دبليو بوش في عام 2008. 

## قراءة إضافية
- تشامبرز، جون وايتكلاي. "الأفلام والنقاش المناهض للحرب في أمريكا، 1930-1941". الفيلم والتاريخ: مجلة متعددة التخصصات لدراسات السينما والتلفزيون 36.1 (2006): 44-57.
- كورترايت، ديفيد. السلام: تاريخ الحركات والأفكار (دار نشر كامبريدج، 2008)، تغطية عالمية.
- فيشر، كلاوس ب. هتلر وأمريكا (مطبعة جامعة بنسلفانيا، 2011).
- جوناس، مانفريد. الانعزالية في أمريكا، 1935-1941 (جامعة كورنيل، 1966).
- رينولدز، ديفيد. "الولايات المتحدة والأمن الأوروبي من ويلسون إلى كينيدي، 1913-1963: إعادة تقييم للتقاليد "الانعزالية". مجلة المعهد الملكي للدراسات الاستراتيجية ، المجلد 128.2 (1983): 16-24.
- روف، ج. سيمون، وجون م. تومسون. "الأمميون في زمن الانعزالية" - ثيودور وفرانكلين روزفلت ومبدأ روزفلت. مجلة الدراسات عبر الأطلسية 9.1 (2011): 46-62.

## روابط خارجية
- قانون الحياد الصادر في 31 أغسطس 1935 نسخة محفوظة 2 فبراير 2009 على موقع واي باك مشين.
- قانون الحياد الصادر في 29 فبراير 1936 نسخة محفوظة 10 ديسمبر 2008 على موقع واي باك مشين.
- قانون الحياد الصادر في الأول من مايو 1937 نسخة محفوظة 10 ديسمبر 2008 على موقع واي باك مشين.
- قانون الحياد الصادر في 4 نوفمبر 1939 نسخة محفوظة 10 ديسمبر 2008 على موقع واي باك مشين.